# ティブロン (カリフォルニア州)
ティブロン（Tiburon）は、アメリカ合衆国カリフォルニア州のマリン郡にある町。人口は9,146人（2020年）。サンフランシスコ湾に面した港町であり、富裕層の住民が多い。

## 歴史
ティブロンは「鉄道の町」として発展した歴史がある。1884年に開業したティブロン駅はターミナル駅であり、港と直結していた。ティブロンは鉄道とフェリーの交通結節点になった。駅は貨物ヤードを併設し貨物列車も発着していた。缶詰工場やドックができた。
1937年にゴールデン・ゲート・ブリッジが完成し、サンフランシスコと地続きとなったことにより鉄道とフェリーの需要は激減した。その代わり車でサンフランシスコに通勤できるようになった。
1964年に法人化し「ティブロン町」が誕生した。町の行政は、隣のベルヴェディア市を模範とした。
1967年に鉄道は廃線になった。町は鉄道用地を再開発する決定をした。駅舎以外は更地になり小規模な商業施設や集合住宅が建設された。線路跡地には遊歩道が整備された。遊歩道はラークスパーまで続いている。

## 地理
町は海に突き出したティブロン半島にある。ただし半島の東側は国勢調査指定地域となっている。沖合のエンジェル島（Angel Island）も町域に含まれるが、島全体が州立公園になっており州政府が管理している。

## 観光
今日のティブロンはサンフランシスコ近郊の日帰り観光地として機能している。港にはサンフランシスコ・フェリービルから観光客を乗せたフェリーが到着する。ティブロンのダウンタウンは小さな港町の雰囲気を残しており、お洒落なブティックやカフェもある。沖合のエンジェル島の中央部は標高240メートルの丘になっており、サンフランシスコのスカイラインを眺める絶好のポイントになっている。

## 名称
ティブロンはスペイン語由来で、意味は「サメ」である。実際、周辺の海域にはカリフォルニアドチザメが生息している。

## 行政

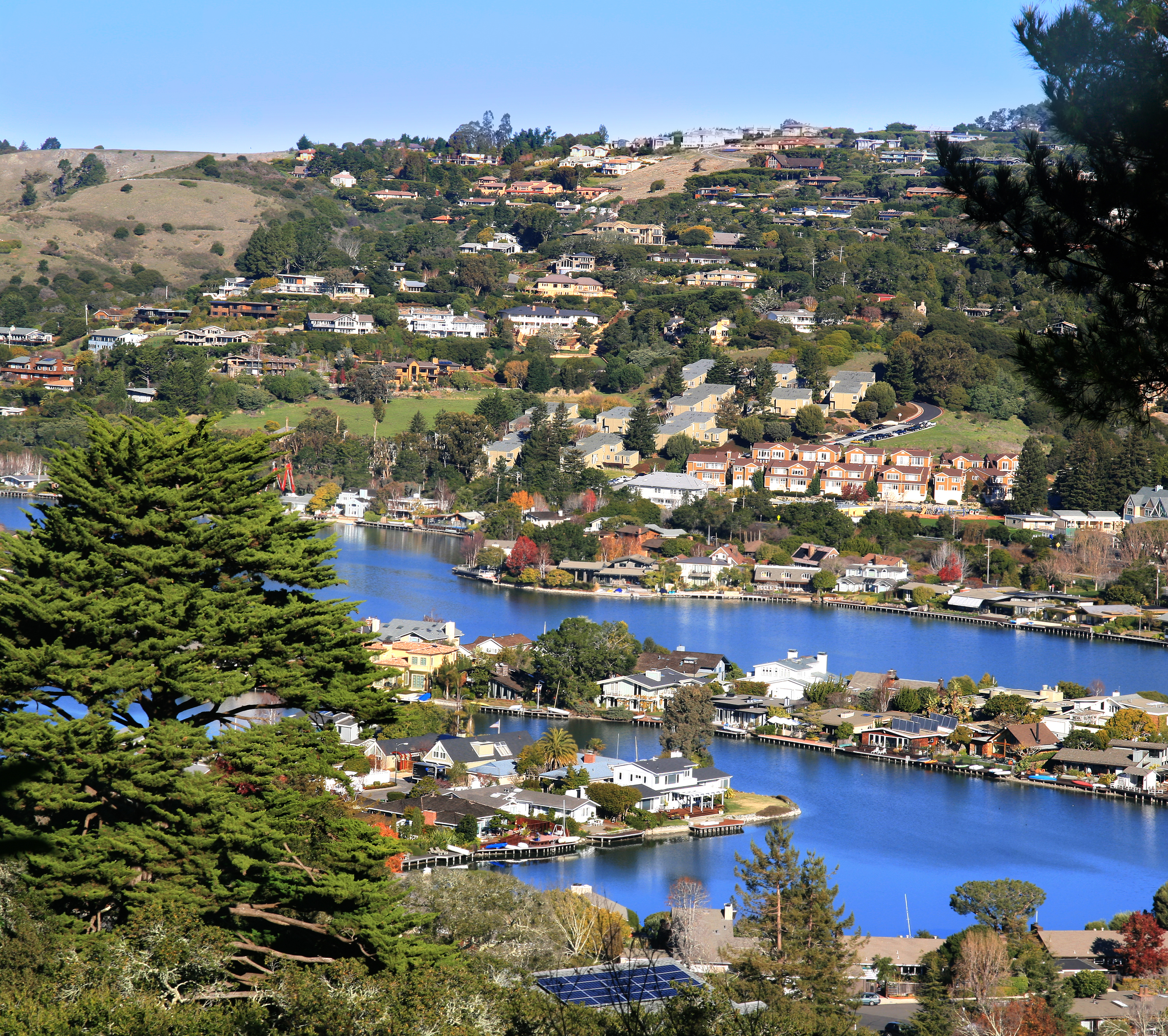
ティブロンからベルヴェディアを眺める

ティブロン町と隣のベルヴェディア市は行政上統合された部署が多い。ZIPコードや学区、図書館、消防、水道などが統合されている。ベルヴェディアは人口2,000人程の小都市だが有力者が多く、ティブロンの発展に重要な役割を演じてきた。